# Перепелицын, Поликарп Дмитриевич
Поликарп Дмитриевич Перепелицын (1818—1887) — российский офицер, полковник Русской императорской армии, скрипач, композитор, музыковед

, историк музыки и музыкальный лексикограф; автор ряда трудов по музыкальной тематике.

## Биография
Поликарп Перепелицын родился близ города Одессы 26 июля (7 августа) 1818 года; с детства обучался игре на скрипке. Воспитывался в одном из одесских учебных заведений, а затем поступил на  военную службу в Русскую императорскую армию — юнкером в Бугский уланский полк. 19 июля 1837 года получил первый офицерский чин — корнета.
5 августа 1839 года произведён в поручики, а 11 августа 1845 года — в штабс-ротмистры. 24 апреля 1846 года назначен старшим адъютантом Дежурства 9, 10, 11 и 12-го кавалерийских округов Новороссийского военного поселения. Освобождён от должности адъютанта 13 марта 1850 года и вскоре вышел в отставку с производством в чин ротмистра. Во время Крымской войны находился в зоне военных действий, но сведений о непосредственном участии в боях не найдено.
23 декабря 1854 года Перепелицын вновь принят на службу с прежним чином штабс-ротмистра, с определением в Гусарский генерал-фельдмаршала графа Радецкого полк. Вскоре произведён в ротмистры, а 24 апреля 1863 года — в майоры. В 1866 году переведён в 13-й гусарский Нарвский Его Императорского Высочества Великого Князя Константина Николаевича полк и 15 января 1868 года был награждён за отличие по службе чином подполковника.
Переведённый в 1868/1869 году в 14-й гусарский Митавский Его Королевского Высочества Принца Прусского Альберта Младшего полк, Перепелицын 28 ноября 1873 года за отличие по службе был произведён в полковники и вскоре вышел в отставку.
За время службы он был награждён орденами Святой Анны 3-й степени (1857), Святого Станислава 3-й степени (1860) и Святого Станислава 2-й степени (1870).
В отставке П. Д. Перепелицын занялся литературными трудами по части теории и истории музыки. Он сам был хорошим музыкантом, и в 1850-х годах обратил на себя внимание, участвуя в собраниях квартетистов в Варшаве. Будучи знаком со многими русскими и иностранными композиторами и музыкантами, Перепелицын и сам писал музыку. 
Поликарп Дмитриевич Перепелицын скончался 2 (14) июня 1887 года в Санкт-Петербурге и был похоронен на Митрофаниевском кладбище.

## Избранная библиография
- «Музыкальный словарь; энциклопедический справочный сборник»[22], М., 1884 г., изд. П. И. Юргенсона.
- «Музыкальная памятная и записная книжка», СПб., 1887 г. (совместно с М. М. Ивановым[23]).
- «История музыки в России с древнейших времен до наших дней. С 66 портретами известнейших деятелей на поприще музыки в России и 31 рисунком в тексте», СПб., 1889 г. изд. т-ва Вольф (раньше была напечатана в журнале «Новь» под заглавием: «Очерк истории музыки в России» (с 1885 г., кн. 12, до 1887 г., книга 24). Этот труд, согласно «РБСП», представляет из себя только компиляцию, но «факты, в нем сообщаемые, часто неверны, характеристики неправильны, много пропусков, местами же изложение чересчур растянуто».
- «Заметки по поводу кавалерийских вопросов», напечатанная в «Военном Сборнике» 1866 г. (№ 3, стр. 133—142)[10].